# Прапор Саха (Якутії)
Прапор Республіки Саха (Якутія) (якут. Саха Өрөспүүбүлүкэтин былааҕа) є державним символом Республіки Саха (Якутія). Прийнятий Іл Туменом 14 жовтня 1992 року. Зареєстрований під № 183 у Геральдичному реєстрі РФ. 

## Опис
Державний прапор Республіки Саха (Якутії) являє собою прямокутне полотнище, що складається із чотирьох різновеликих горизонтальних смуг відповідно блакитного, білого, червоного й зеленого кольорів. Співвідношення ширини смуг до ширини прапора: блакитної смуги — 3/4 ширини прапора, білої смуги — 1/16 ширини прапора, червоної смуги — 1/16 ширини прапора, зеленої смуги — 1/8 ширини прапора. Посередині блакитної смуги розташоване коло білого кольору. Діаметр кола становить 2/5 ширини прапора. Відношення ширини прапора до його довжини — 1:2.
Блакитний колір є символом свободи та надії, білий — суворої краси півночі та цілеспрямованості, червоний — життя та пам'яті про минулі покоління, зелений — братерства, тайги, літа та тюркських коренів якутського народу. Коло — це біле сонце, що займає важливе місце у якутській міфології (якути вважають себе «дітьми білого сонця»).

## Історичні прапори

Прапор Якутської АРСР 1954-1978 рр.
Прапор Якутської АРСР 1978-1982 рр.
Прапор Якутської АРСР 1982-1991 рр.